# 不朽之都：尼罗河的儿女
《不朽之都：尼罗河的儿女》是一个由Tilted Mill Entertainment公司开发的城市建造类游戏。其背景设定为古埃及时期。2004年11月发布。

## 概述
游戏主要特点有：
- 他是在模拟城市 4发布一年后第一个城市建设类游戏
- 他是有先前一个知名模拟类游戏设计者合作开发的游戏（《法老》、《凯撒大帝III》）。
- 他使用3D图像代替传统模拟游戏的2D图像。

《不朽之都》和之前一些城市建造游戏有许多相似之处：
- 玩家扮演游戏世界的最高统治者法老，使用各种办法满足市民的需求，从而建造城市。
- 含有食物，住房，健康，文化等系统。
- 含有地图和剧本编辑器。允许玩家自行创建游戏。

他有别与其他游戏的是：
- 玩家必须用各种办法吸引“市民”来城市定居。游戏中一个人物成为市民之前是分散居住，不能为城市建设做贡献。而吸引这些人是游戏发展的关键。
- 游戏中每个角色都是独立的。他们每个人都有自己的事情做：购物，耕田，建设，做工，休息等。他们也会离开城市或者死亡。
- 贯穿城市的尼罗河由电脑模拟出每年的定期泛滥，周围植被的重生等。玩家必须利用洪水带来的丰富营养土壤进行耕作。

一些玩家认为：不朽之都是第一个把“人”作为资源的游戏，也是第一个进入“社会模拟”的游戏，因为玩家对游戏市民的管理决定着一场游戏的输赢。

## 发布日期
- 2004年11月：美国。

- 2005年2月：欧洲（法国、德国、意大利、西班牙、英国）